# Gabinetto di Porfirio Díaz
I gabinetti presidenziali di Porfirio Díaz furono tre: 

## 1° Gabinetto (28 novembre - 6 dicembre 1876)
- Segretariato degli Affari Esteri
  - Manuel Romero Rubio (23 - 28 novembre 1876)
  - Ignacio L. Vallarta (28 novembre - 6 dicembre 1876)

- Segretariato degli Interni: Protasio Tagle
- Segretariato della Giustizia: Ignacio Ramírez
- Segretariato dello Sviluppo, Colonizzazione e Industria: Vicente Riva Palacio
- Segretariato della Guerra e Marina: Pedro Ogazón
- Segretariato della Finanza e del Credito Pubblico: Justo Benítez

## 2° Gabinetto (16 febbraio 1877 - 30 novembre 1880)
- Segretariato degli Affari Esteri
  - Ignacio L. Vallarta (16 febbraio - 31 maggio 1877)
  - José Fernández (1° - 22 giugno 1877)
  - Ignacio L. Vallarta (23 giugno 1877 - 6 maggio 1878)
  - José Fernández (6 maggio - 19 giugno 1878)
  - José María Mata (20 giugno - 17 settembre 1878)
  - Euterio Ávila (17 settembre 1878 - 26 gennaio 1879)
  - Miguel Ruelas (27 gennaio - 31 marzo 1879 / 17 aprile - 12 dicembre 1879)
  - Julio Zárate (12 dicembre 1879 - 12 febbraio 1880)
  - Miguel Ruelas (12 febbraio - 22 settembre 1880)
  - José Fernández (23 settembre - 21 novembre 1880)
  - Ignacio Mariscal (22 - 30 novembre 1880)

- Segretariato degli Interni
  - Protasio Tagle (17 febbraio - 23 maggio 1877)
  - Trinidad García de la Cadena (24 maggio 1877 - 8 aprile 1879)
  - Eduardo C. Pankhurst (9 aprile 1879 - 20 gennaio 1880)
  - Felipe Berriozábal (21 gennaio - 30 novembre 1880)

- Segretariato della Giustizia
  - Ignacio Ramírez (17 febbraio - 23 maggio 1877)
  - Protasio Tagle (24 maggio 1877 - 15 novembre 1879)
  - Juan N. García (16 novembre - 19 dicembre 1879)
  - Ignacio Mariscal (19 dicembre 1879 - 22 novembre 1880)

- Segretariato dello Sviluppo, Colonizzazione e Industria
  - Vicente Riva Palacio (17 febbraio 1877 - 30 novembre 1880)

- Segretariato della Guerra e Marina
  - Pedro Ogazón (17 febbraio 1877 - 28 aprile 1878)
  - Manuel González (28 aprile 1878 - 15 novembre 1879)
  - Carlos Pacheco Villalobos (15 novembre 1879 - 30 novembre 1880)

- Segretariato della Finanza e del Credito Pubblico
  - Justo Juárez (17 febbraio - 11 maggio 1877)
  - Francisco Landero y Cos (12 - 23 maggio 1877)
  - Matías Romero Avendaño (24 maggio 1877 - 4 aprile 1879)
  - José Hipólito Ramírez (5 - 8 aprile 1879)
  - Trinidad García de la Cadena (9 aprile 1879 - 23 gennaio 1880)
  - José J. Toro (24 gennaio -15 novembre 1880)

## 3° Gabinetto (1º dicembre 1884 - 25 maggio 1911)
- Segretariato degli Affari Esteri
  - José Fernández (1° - 31 dicembre 1884)
  - Joaquín Baranda (1° - 18 gennaio 1885)
  - Ignacio Mariscal (19 gennaio 1885 - 11 maggio 1890)
  - Manuel Azpíroz (12 maggio - 15 settembre 1890)
  - Ignacio Mariscal (16 settembre 1890 - 5 gennaio 1898)
  - Manuel Azpíroz (6 - 12 gennaio 1898)
  - Ignacio Mariscal (12 gennaio 1898 - 20 settembre 1899)
  - José María Gamboa (30 settembre - 12 novembre 1899)
  - Ignacio Mariscal (13 novembre 1899 - 20 agosto 1903)
  - José Algara (21 agosto - 16 dicembre 1903)
  - Ignacio Mariscal (17 dicembre 1903 - 16 aprile 1910)
  - Federico Gamboa (16 aprile - 3 maggio 1910)
  - Enrique C. Creel (4 maggio 1910 - 26 marzo 1911)
  - Victoriano Salado Álvarez (27 - 31 marzo 1911)
  - Francisco León de la Barra (1º aprile - 25 maggio 1911)

- Segretariato degli Interni
  - Manuel Romero Rubio (1º dicembre 1884 - 3 ottobre 1895)
  - Manuel González de Cosío (21 ottobre 1895 - 11 gennaio 1903)
  - Ramón Corral (16 gennaio 1903 - 25 marzo 1911)

- Segretariato della Giustizia e della Pubblica Istruzione
  - Joaquín Baranda (1º dicembre 1884 - 10 aprile 1901)
  - Justino Fernández Mondoño (19 aprile 1901 - 16 maggio 1905)

- Segretariato della Giustizia
  - Justino Fernández Mondoño (16 maggio 1905 - 25 marzo 1911)
  - Demetrio Sodi Guergué (25 marzo - 25 maggio 1911)

- Segretariato della Pubblica Istruzione e delle Belle Arti
  - Justo Sierra (1º dicembre 1905 - 24 marzo 1911)
  - Jorge Vera Estañol (24 marzo - 25 maggio 1911)

- Segretariato dello Sviluppo, Colonizzazione e Industria
  - Carlos Pacheco Villalobos (1º dicembre 1884 - 21 marzo 1891)
  - Manuel Fernández Leal (8 gennaio 1892 - 11 gennaio 1903)
  - Manuel González de Cosío (12 gennaio 1903 - 20 maggio 1907)
  - Blas Escontría (24 marzo 1905 - 20 maggio 1907)
  - Olegario Molina (20 maggio 1907 - 25 marzo 1911)
  - Manuel Marroquín Rivera (25 marzo - 25 maggio 1911)

- Segretariato di Guerra e Marina
  - Pedro Hinojosa (1º dicembre 1884 - 19 marzo 1896)
  - Felipe Berriozábal (20 marzo 1896 - 9 gennaio 1900)
  - Bernardo Reyes (25 gennaio 1900 - 24 dicembre 1902)
  - Francisco Z. Mena (16 gennaio 1903 - 15 marzo 1905)
  - Manuel González de Cosío (21 marzo 1905 - 25 maggio 1911)

- Segretariato della Finanza e del Credito Pubblico
  - Manuel Dublán (1º dicembre 1884 - 31 maggio 1891)
  - Benito Gómez Farías (12 giugno - 30 ottobre 1891)
  - Matías Romero Avendaño (1º gennaio 1892 - 7 maggio 1893)
  - José Yves Limantour (8 maggio 1893 - 25 maggio 1911)

- Segretariato delle Comunicazioni e delle Opere Pubbliche
  - Manuel González de Cosío (13 marzo 1891 - 21 ottobre 1895)
  - Francisco Z. Mena (14 novembre 1895 - 22 dicembre 1907)
  - Leandro Fernández Imas (23 dicembre 1907 - 24 marzo 1911)
  - Norberto Domínguez Salazar (25 marzo - 25 maggio 1911)

- Procura Generale della Repubblica
  - Rafael Rebollar (L'incarico di Procuratore Generale non aveva livello di ministero, era dipendente dal Segretariato della Giustizia.)